# آکیتا (شهر)
آکیتا از شهرهای استان آکیتای ژاپن است که جمعیت آن در ۱ ژانویه ۲۰۰۸، ۳۲۹٬۲۸۷ نفر بوده‌است.
این شهر در نزدیکی مهم‌ترین میدان‌های نفتی ژاپن قرار دارد.
شهر آکیتا در دوران ادو بنیاد شد و از آن زمان چهار دوره تاریخی ادو، میجی، شووا و هیسی را به خود دیده‌است.
سکونتگاهی به نام کاخ‌شهر کوبوتا که در سال ۱۶۰۴ میلادی ساخته شد بعدها هسته مرکزی شهر آکیتا را تشکیل داد.